# 빛새온
빛새온이라는 예명으로 알려진 김상연(1995년 6월 4일 ~ )은 대한민국의 FM 엔터테인먼트 소속 가수이다. 그는 대한민국의 음악 그룹 M.O.N.T의 멤버이다.

## 어린 시절
빛새온은 1995년 6월 4일 대한민국 서울에서 태어났다.